# Капафонс
Капафо́нс (кат. Capafonts, вимова літературною каталанською [kəpə'fons]) — муніципалітет, розташований в Автономній області Каталонія, в Іспанії. Код муніципалітету за номенклатурою Інституту статистики Каталонії — 430398. Знаходиться у районі (кумарці) Баш-Камп (коди району — 08 та BC) провінції Таррагона, згідно з новою адміністративною реформою перебуватиме у складі баґарії (округи) Камп-да-Таррагона.

## Назва муніципалітету
Назва муніципалітету походить від лат. caput fŏntis.

## Населення
Населення міста (у 2007 р.) становить 122 особи (з них менше 14 років — 4,1 %, від 15 до 64 — 63,9 %, понад 65 років — 32 %). У 2006 р. народжуваність склала 0 осіб, смертність — 0 осіб, зареєстровано 0 шлюбів. У 2001 р. активне населення становило 59 осіб, з них безробітних — 2 особи.
Серед осіб, які проживали на території міста у 2001 р., 107 народилися в Каталонії (з них 75 осіб у тому самому районі, або кумарці), 8 осіб приїхало з інших областей Іспанії, а 1 особа приїхала з-за кордону.
Вищу освіту має 8,8 % усього населення.
У 2001 р. нараховувалося 55 домогосподарств (з них 32,7 % складалися з однієї особи, 38,2 % з двох осіб,21,8 % з 3 осіб, 3,6 % з 4 осіб, 1,8 % з 5 осіб, 0 % з 6 осіб, 1,8 % з 7 осіб, 0 % з 8 осіб і 0 % з 9 і більше осіб).
Активне населення міста у 2001 р. працювало у таких сферах діяльності: у сільському господарстві — 12,3 %, у промисловості — 15,8 %, на будівництві — 15,8 % і у сфері обслуговування — 56,1 %.
У муніципалітеті або у власному районі (кумарці) працює 21 особа, поза районом — 41 особа.

### Безробіття
У 2007 р. нараховувалося 5 безробітних (у 2006 р. — 3 безробітних), з них чоловіки становили 60 %, а жінки — 40 %.

## Економіка

### Підприємства міста

#### Роздрібна торгівля
| \| Підприємства роздрібної торгівлі міста, за сферою діяльності \| Підприємства роздрібної торгівлі міста, за сферою діяльності \| Підприємства роздрібної торгівлі міста, за сферою діяльності \| \| Рік \| 2002 р. \| 2001 р. \| \| ------------------------------------------------------------ \| ------------------------------------------------------------ \| ------------------------------------------------------------ \| \| Продукти харчування \| 0 % \| 0 % \| \| Одяг та взуття \| 0 % \| 0 % \| \| Товари для дому \| 0 % \| 0 % \| \| Книги та періодичні видання \| 0 % \| 0 % \| \| Промислова хімічна продукція \| 0 % \| 0 % \| \| Продукція, пов'язана з транспортними засобами \| 0 % \| 0 % \| \| Інше \| 100 % \| 100 % \| \| Усього підприємств \| 1 \| 1 \| |         |         |
| Підприємства роздрібної торгівлі міста, за сферою діяльності |         |         |
| Рік | 2002 р. | 2001 р. |
| Продукти харчування | 0 %     | 0 %     |
| Одяг та взуття | 0 %     | 0 %     |
| Товари для дому | 0 %     | 0 %     |
| Книги та періодичні видання | 0 %     | 0 %     |
| Промислова хімічна продукція | 0 %     | 0 %     |
| Продукція, пов'язана з транспортними засобами | 0 %     | 0 %     |
| Інше | 100 %   | 100 %   |
| Усього підприємств | 1       | 1       |

#### Сфера послуг
| \| Підприємства міста, що працюють у сфері послуг, за діяльністю \| Підприємства міста, що працюють у сфері послуг, за діяльністю \| Підприємства міста, що працюють у сфері послуг, за діяльністю \| \| Рік \| 2002 р. \| 2001 р. \| \| ------------------------------------------------------------- \| ------------------------------------------------------------- \| ------------------------------------------------------------- \| \| Гуртова торгівля \| 0 % \| 0 % \| \| Готелі та готельний бізнес \| 50 % \| 50 % \| \| Транспорт та зв'язок \| 50 % \| 50 % \| \| Посередницькі фінансові послуги \| 0 % \| 0 % \| \| Послуги підприємствам \| 0 % \| 0 % \| \| Послуги фізичним особам \| 0 % \| 0 % \| \| Нерухомість та ін. \| 0 % \| 0 % \| \| Усього підприємств \| 4 \| 4 \| |         |         |
| Підприємства міста, що працюють у сфері послуг, за діяльністю |         |         |
| Рік | 2002 р. | 2001 р. |
| Гуртова торгівля | 0 %     | 0 %     |
| Готелі та готельний бізнес | 50 %    | 50 %    |
| Транспорт та зв'язок | 50 %    | 50 %    |
| Посередницькі фінансові послуги | 0 %     | 0 %     |
| Послуги підприємствам | 0 %     | 0 %     |
| Послуги фізичним особам | 0 %     | 0 %     |
| Нерухомість та ін. | 0 %     | 0 %     |
| Усього підприємств | 4       | 4       |

## Житловий фонд
У 2001 р. 1,8 % усіх родин (домогосподарств) мали житло метражем до 59 м2, 36,4 % — від 60 до 89 м2, 40 % — від 90 до 119 м2 і
21,8 % — понад 120 м2.
З усіх будівель у 2001 р. 16,5 % було одноповерховими, 49,6 % — двоповерховими, 33,1 % — триповерховими, 0,8 % — чотириповерховими, 0 % — п'ятиповерховими, 0 % — шестиповерховими,
0 % — семиповерховими, 0 % — з вісьмома та більше поверхами.

## Автопарк
| \| Автомобілі, зареєстровані у місті, за призначенням \| Автомобілі, зареєстровані у місті, за призначенням \| Автомобілі, зареєстровані у місті, за призначенням \| \| Рік \| 2006 р. \| 2005 р. \| \| -------------------------------------------------- \| -------------------------------------------------- \| -------------------------------------------------- \| \| Приватні автомобілі \| 54,1 % \| 53,8 % \| \| Мотоцикли \| 6,8 % \| 6,2 % \| \| Вантажівки \| 29,3 % \| 32,3 % \| \| Трактори \| 3,8 % \| 3,1 % \| \| Автобуси та ін. \| 6 % \| 4,6 % \| \| Усього автомобілів \| 133 шт. \| 130 шт. \| |         |         |
| Автомобілі, зареєстровані у місті, за призначенням |         |         |
| Рік | 2006 р. | 2005 р. |
| Приватні автомобілі | 54,1 %  | 53,8 %  |
| Мотоцикли | 6,8 %   | 6,2 %   |
| Вантажівки | 29,3 %  | 32,3 %  |
| Трактори | 3,8 %   | 3,1 %   |
| Автобуси та ін. | 6 %     | 4,6 %   |
| Усього автомобілів | 133 шт. | 130 шт. |

## Вживання каталанської мови
У 2001 р. каталанську мову у місті розуміли 99,1 % усього населення (у 1996 р. — 100 %), вміли говорити нею 97,4 % (у 1996 р. — 98,1 %), вміли читати 96,5 % (у 1996 р. — 96,2 %), вміли писати 62,3 % (у 1996 р. — 63,5 %). Не розуміли каталанської мови 0,9 %.

## Політичні уподобання
У виборах до Парламенту Каталонії у 2006 р. взяло участь 80 осіб (у 2003 р. — 80 осіб). Голоси за політичні сили розподілилися таким чином:
| \| Вибори до Парламенту Каталонії \| Вибори до Парламенту Каталонії \| Вибори до Парламенту Каталонії \| \| Рік \| 2006 р. \| 2003 р. \| \| -------------------------------------- \| ------------------------------ \| ------------------------------ \| \| Конвергенція та Єднання (CiU) \| 51,2 % \| 65 % \| \| Соціалістична партія Каталонії (PSC) \| 8,8 % \| 2,5 % \| \| Народна партія (PP) \| 2,5 % \| 5 % \| \| Ініціатива за Каталонію — Зелені (ICV) \| 3,8 % \| 5 % \| \| Республіканська лівиця Каталонії (ERC) \| 31,2 % \| 20 % \| \| Громадяни — Громадянська партія (C's) \| 0 % \| 0 % \| \| Інші \| 2,5 % \| 2,5 % \| |         |         |
| Вибори до Парламенту Каталонії |         |         |
| Рік | 2006 р. | 2003 р. |
| Конвергенція та Єднання (CiU) | 51,2 %  | 65 %    |
| Соціалістична партія Каталонії (PSC) | 8,8 %   | 2,5 %   |
| Народна партія (PP) | 2,5 %   | 5 %     |
| Ініціатива за Каталонію — Зелені (ICV) | 3,8 %   | 5 %     |
| Республіканська лівиця Каталонії (ERC) | 31,2 %  | 20 %    |
| Громадяни — Громадянська партія (C's) | 0 %     | 0 %     |
| Інші | 2,5 %   | 2,5 %   |